# Ингушские башни

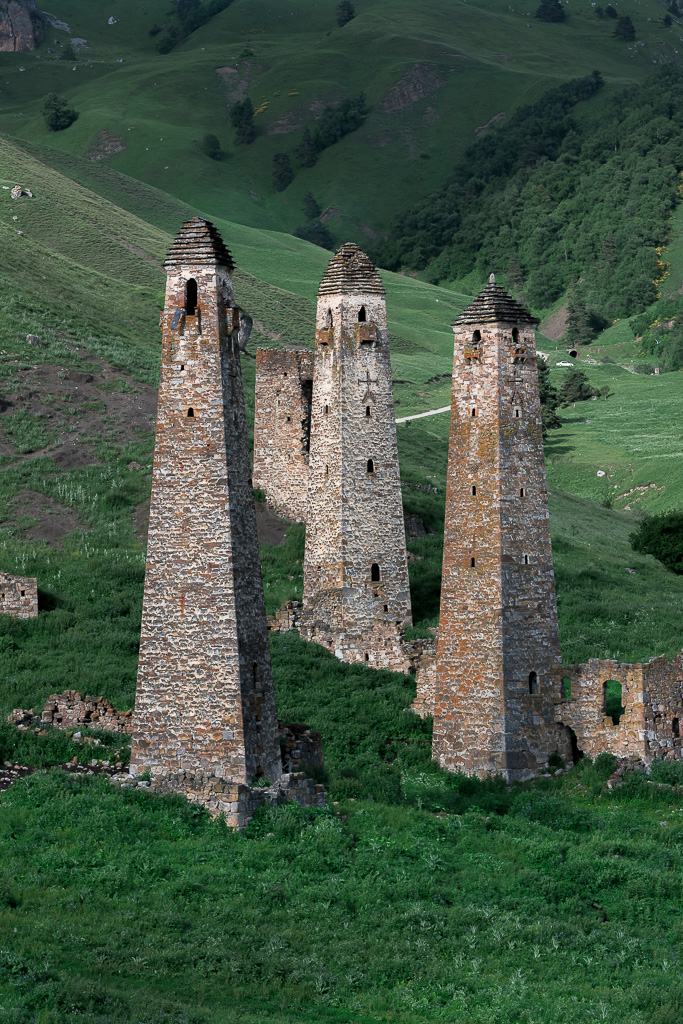
Башни в селении Ний

Ингушские башни (ингуш. гӀалгӀай гӀалаш/вӀовнаш) — памятники средневековой ингушской архитектуры, представляющие собой монументальные жилые, оборонительные, сигнально-сторожевые и наблюдательные каменные сооружения в Сунженском и, преимущественно, Джейрахском районах Ингушетии.
В горах Ингушетии исследователями выявлено и учтено более 120 боевых башен. Многие исторические места и памятники остаются неизученными из-за труднодоступности и в связи с различными ограничениями, связанными с пограничной зоной.
Проблемными также остаются вопрос датировок башенных сооружений, они варьируются от XIII—XIV вв. до XVI—XVII вв, а также вопрос их сохранности. Значительный вред башенной архитектуре ингушей был нанесён в результате карательных экспедиций царских времён, а также в период депортации ингушского народа 1944—1957 годов: почти половина её объектов была уничтожена.

## Зарождение

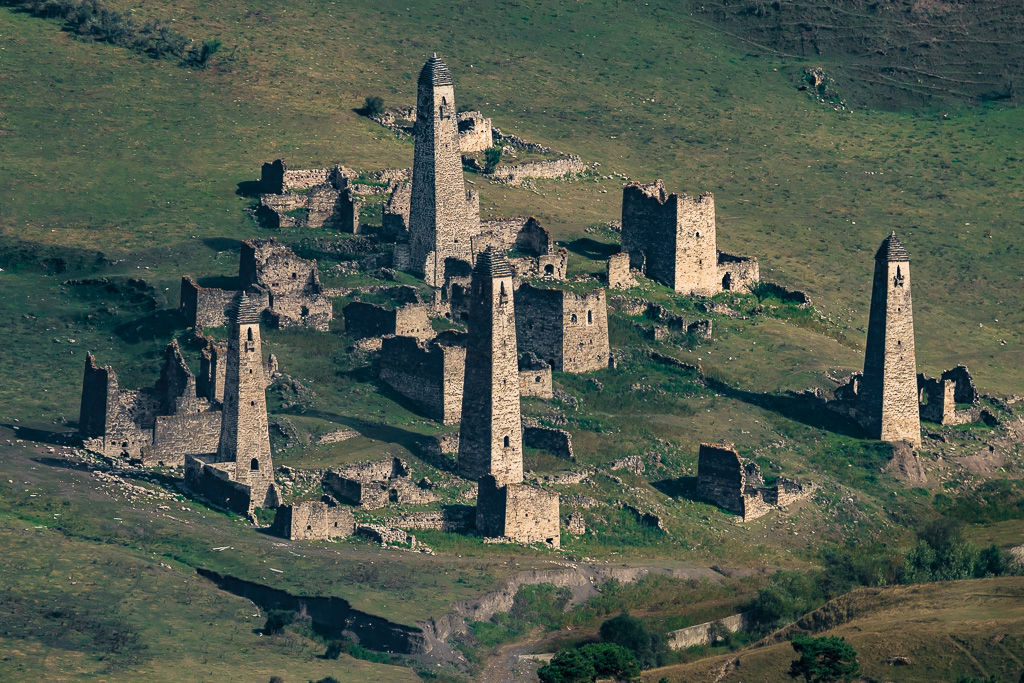
Таргим

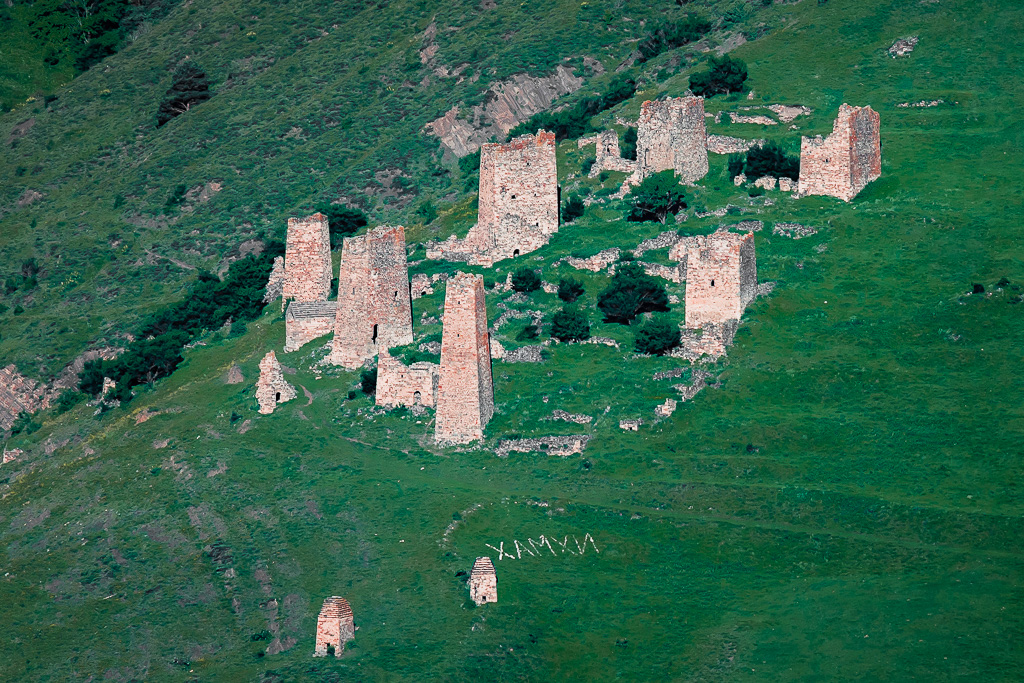
Хамхи

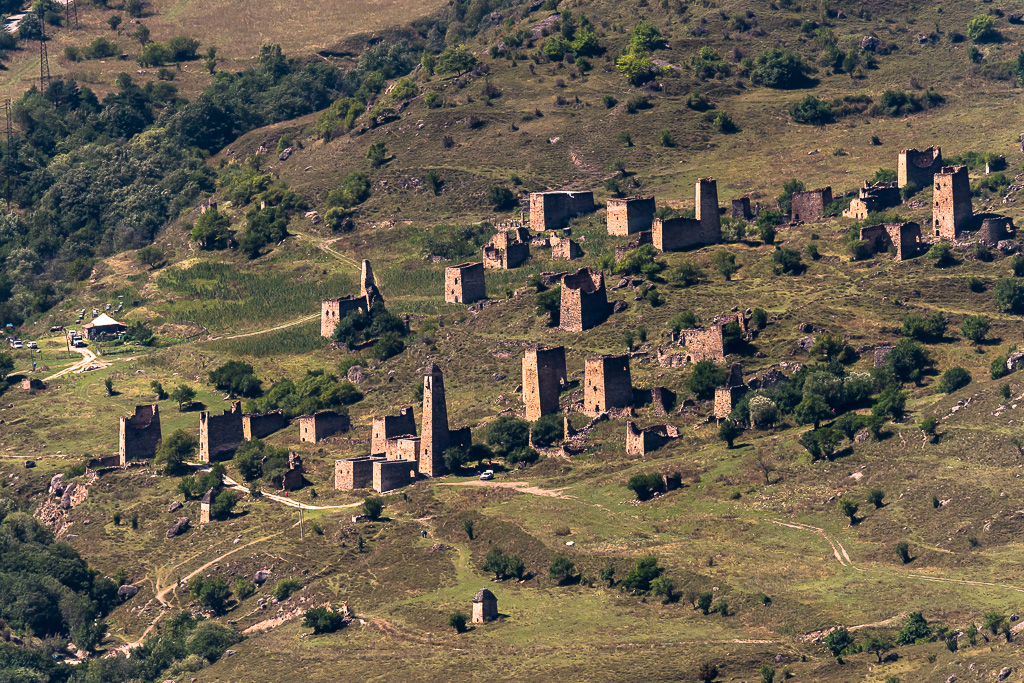
Эгикхал

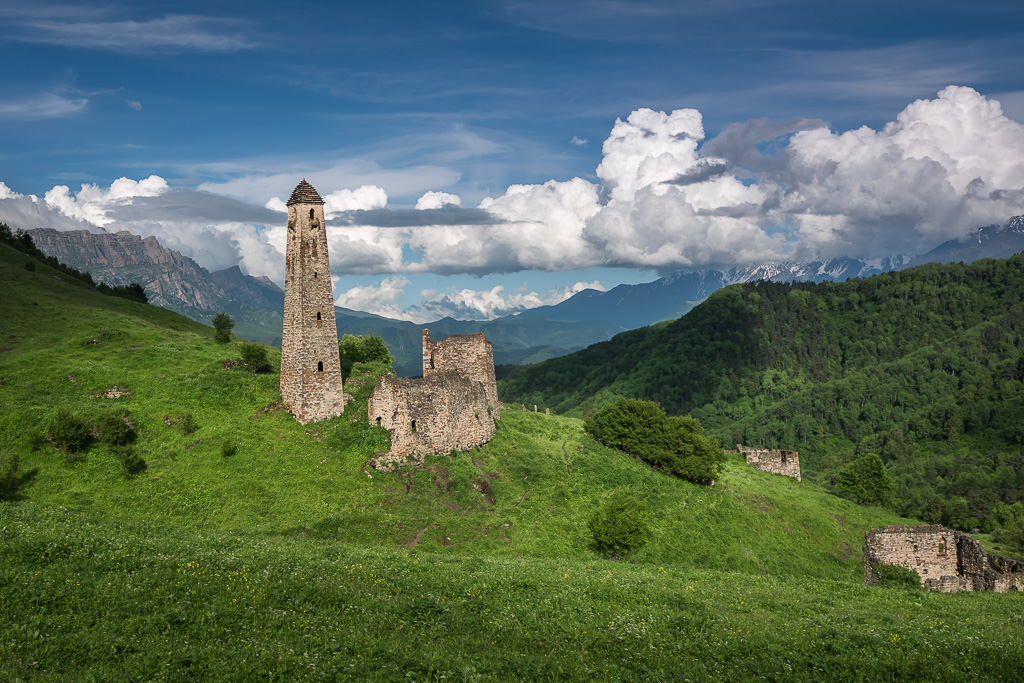
Кхарт

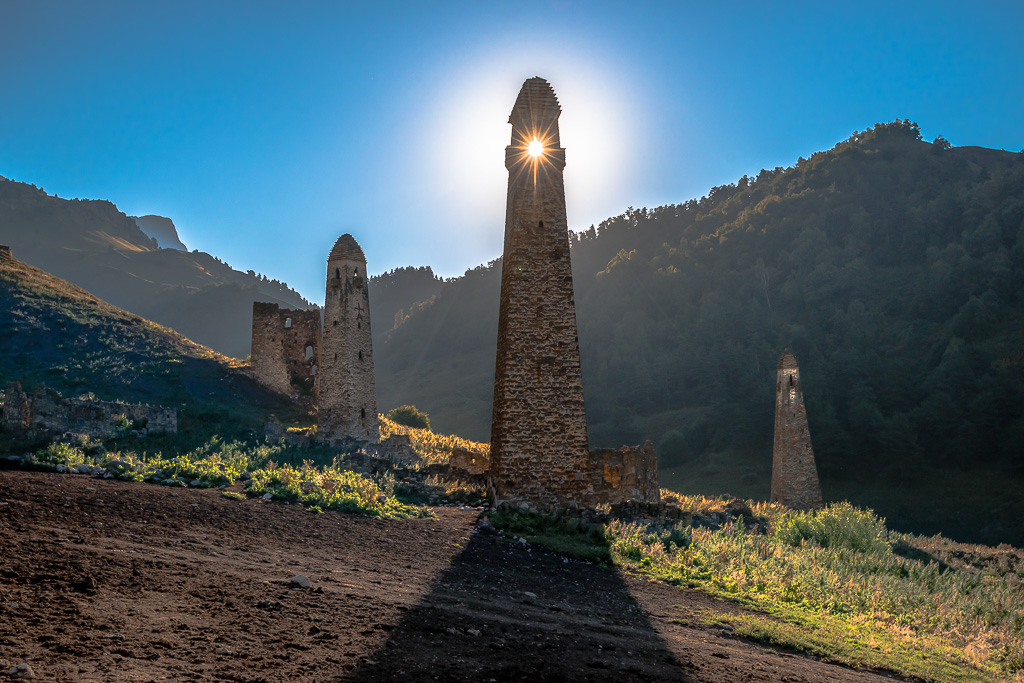
Ний

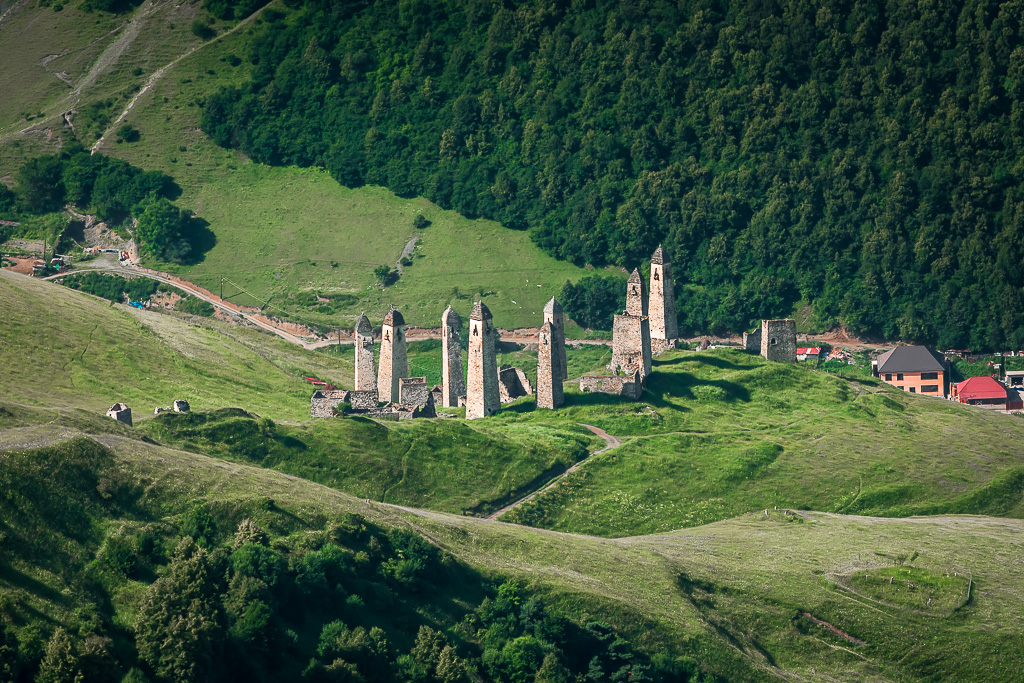
Эрзи

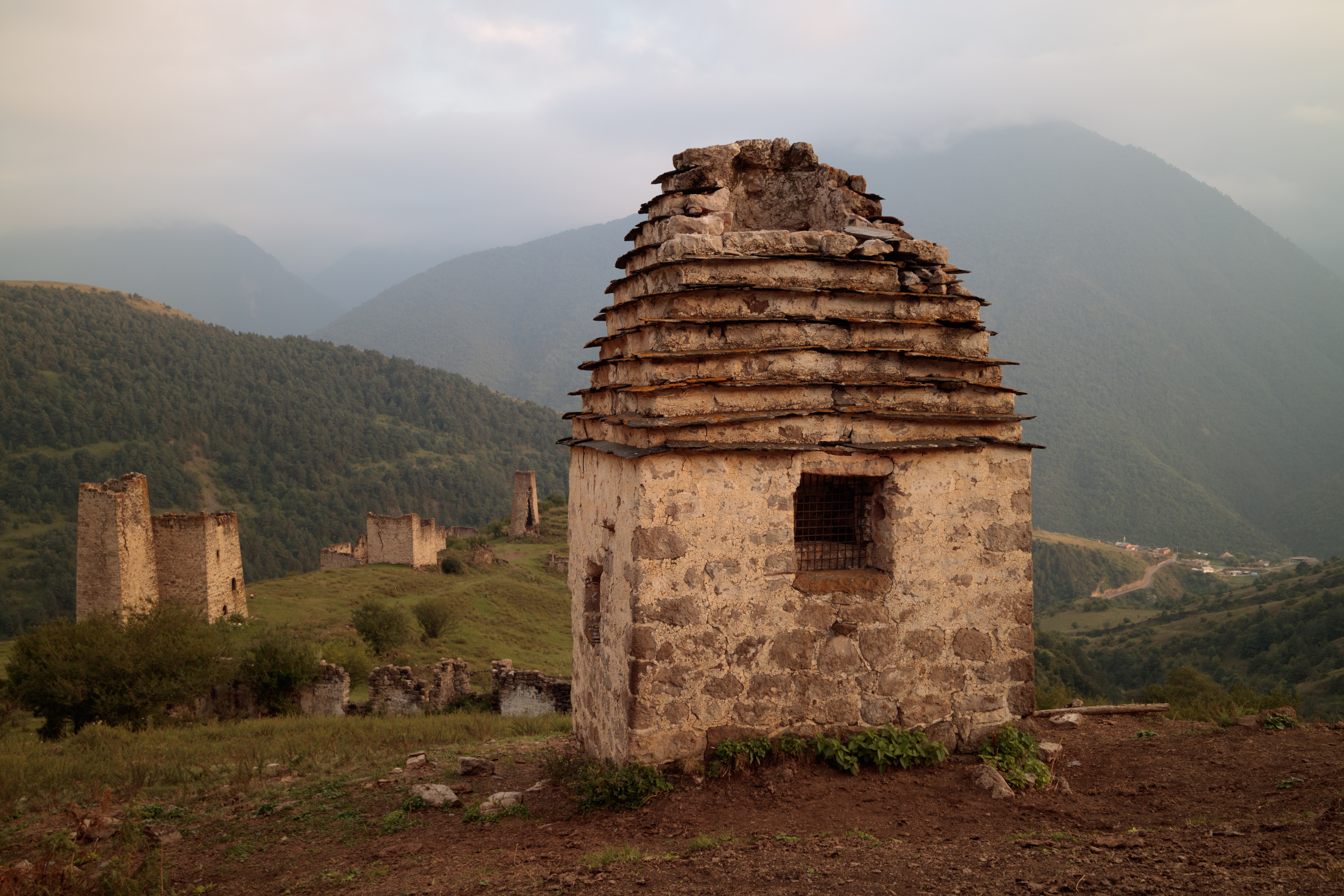
Фалхан

Каменные башенные постройки существовали у древнеингушских кобанских племён Северного Кавказа конца II—I тыс. до н. э. Сохранившиеся в горной Ингушетии остатки мегалитических циклопических построек из крупных каменных плит и блоков расположены у древних башенных городов-поселений Таргим, Хамхи, Эгикал, Дошалкхе, Кхарт и др. Циклопические постройки из сложенных без раствора больших камней ученые склонны относить к весьма отдаленным временам, вплоть до времен неолита. Обычно эти постройки выполняли роль заградительных стен, воздвигавшихся перед входом в пещеру или же — вокруг жилища. На смену циклопическим строениям со временем пришли строения из обычного камня скальной породы с употреблением скрепляющего раствора. Речные округлой формы камни почти не употреблялись, так как они плохо скреплялись с раствором и между собою. Датировку начала таких строений установить весьма затруднительно: одни ученые относят ее к первым векам нашей эры, другие — к 8 веку н. э. В результате археологических раскопок на нескольких мегалитических жилищах были найдены остатки керамики, датируемой I тыс. до н. э., то есть периодом кобанской культуры.
По признакам планировки, технике кладки и некоторым другим особенностям циклопические постройки имеют общие черты с более поздними башенными строениями горной Ингушетии. Исследователи отмечают преемственность башенной архитектуры ингушей, получившей высокое развитие в Средневековье, от техники каменного строительства, бытовавшей в горах Центрального Кавказа с древнего периода.

## Дискуссия о месте зарождения
По мнению некоторых специалистов, вайнахские башни зародились в Ингушетии; другие специалисты оспаривают это утверждение.
Е. И. Крупнов пологал, что самый тип боевых башен с пирамидальной ступенчатой крышой зародился и окончательно оформплся на территории Ингушетии, онтосив его к числу выражений сугубо индивидуальных особенностей ингушской культуры.
А. Ф. Гольдштейн пишет о боевых башнях вайнахов и их пирамидальном венчании:

Башни этого типа характерны прежде всего для вайнахского зодчества. Есть такие башни и в соседнем районе Грузии, но там они единичны, а в Чечено-Ингушетии их множество. В Грузии эти башни находятся в районе, непосредственно прилегающем к Чечено-Ингушетии, и тамошние жители свидетельствуют, что строили эти сооружения приглашённые мастера. А главное — башни с пирамидальным венчанием по сумме своих черт соответствуют стилю вайнахского средневекового зодчества, отличающегося от грузинского.
Первые исследователи материальной культуры вайнахов Л.П. Семёнов и И.П. Щеблыкин видели эти башни только в Ингушетии, посколько Чечню не обследовали. Они назвали эти башни "ингушскими". Но башни с пирамидальным венчанием распространены не только в Ингушетии, а и по всему коренному району Чечни — в верховьях рек Чанты-Аргун, Шаро-Аргун, Фортанга, Гехи. Поэтому современные исследователи (С.Ц. Умаров, В.И. Марковин) считают, что их следуют называть не «ингушскими», а «вайнахскими».
Однако такая специфическая архитектурная форма не могла возникнуть одновременно на всей территории горной Чечено-Ингушетии. Для уточнения возможного района ее зарождения можно принять к сведению следующие обстоятельства. Ингушетия расположена в географическом центре ареала распространения гробниц с пирамидальным покрытием (таким же, как на этих башнях). В Чечне башни этого типа распространены в части территории, прилегающей к Ингушетии. Имеются свидетельства о работе ингушских мастеровстроителей в Осетии, Северной Грузии и Чечне, но нет данных о том, чтобы в Ингушетии строили приглашенные извне мастера. В интерьере второго этажа вайнахских башен имеется специфическая деталь — гурты на своде, которые не имеют практического назначения и представляют собой рудиментарную форму; в некоторых чеченских башнях гурты отсутствуют. Учитывая эти факты, можно предположить, что форма боевой башни вайнахского типа возникла в Ингушетии.

Д. Ю. Чахкиев считает, что Гольдштейн игнорирует мнение своих оппонентов и использует исходный материал односторонне. По данным Чахкиева, боевые башни Чечни, Хевсуретии и Тушетии почти не отличаются от ингушских башен. Отличие между башнями Чечни и Ингушетии заключается в том, что их строительство в Чечне закончилось раньше, чем в Ингушетии, что связывается с более ранним переселением чеченцев на плоскость. Более изящные и декоративные ингушские башни являются поздними по времени постройки.
Ученные И. П. Щеблыкин, Л. П. Семенов, E. И. Крупнов, A. И. Шавхелишвили, A. Ф. Гольдштейн и  М. Б. Мужухоев были склонны считать горную Ингушетию центром зарождения башен с пирамидальным венчанием, aкцентируя свое внимание на многочисленности таких башен и прослеживая картину территориального видоизменения боевых башен в Чечне.
Ряд исследователей (Б. Плечке, В. И. Марковин, С. Ц. Умаров, В. Б. Виноградов, А. И. Робакидзе, В. А. Петренко) считают областью зарождения строительства боевых башен горные районы Ингушетии и Чечни.

## Развитие
В горной зоне Ингушетии на территории современного Джейрахского района располагалось около 150 населённых пунктов. Все они состояли из комплексов каменных жилых башен, за редким исключением в каждом из них имелись полубоевые и боевые башни. Многие селения представляли собой укрепленные замковые комплексы, включавшие в себя одну или несколько боевых и полубоевых башен, объединенных высокими оборонительными каменными стенами с жилыми постройками. Боевые башни, имеющие строгие гармоничные пропорции, сочетающиеся с крепостью стен, достигают у основания толщины около одного метра, и наглядно демонстрируют высокий уровень развития средневековой ингушской архитектуры. В то же время они — иллюстрация своей эпохи, повседневностью которой являлись война и борьба за выживание. Постоянное отражение внешних агрессий, внутренние междоусобные столкновения, а также само географическое расположение на перевальных путях из Закавказья на равнины Северного Кавказа — все эти обстоятельства, вынуждали ингушей строить крепкие каменные дома-крепости.
Постепенно разрастаясь с увеличением населения, средневековое поселение превращалось в укрепленный замковый комплекс, в котором были все атрибуты средневековой крепости — высокие боевые башни, крепостные стены, жилые и хозяйственные постройки. Каждое такое поселение было единым, самодостаточным и прочным объединением соседей-родственников. Все отношения с окружающим миром регулировались посредством института старейшин, деятельность которых была строго регламентирована в соответствии с народным правом — адатом. По своей внешней форме эти поселения напоминали небольшие «средневековые города», в которых была единая политика, во главу которой были поставлены интересы «свободных и равноправных горожан». Эти интересы были превалирующими во всех отношениях с внешним миром и ограничивались лишь интересами соседей — таких же, расположенных рядом, «поселков-городов». В каждом таком поселении был избираемый старший («градоначальник»), которому беспрекословно подчинялось местное население. Горные ущелья, в которых группировалось до нескольких десятков средневековых поселений, так же являлись своеобразными «федерациями городков-поселков» со своими отличительными чертами и особенностями. Как правило в каждом таком ущелье был свой политический центр наподобие столицы, который обыкновенно являлся и самым крупным населенным пунктом ущелья, расположенным в самом выгодном в стратегическом плане районе, контролирующем перевальные пути.
По мнению исследователей ингушские башенные постройки заметно выделяются среди башен соседних народов своим изяществом и обилием мелких деталей архитектуры, выполненных в камне кормушек для коней, вмонтированных в стены и заборы; камней — коновязей, выступающих наподобие катушек; наличием над окнами каменных навесов — козырьков и др. Все это придает башням ингушей особую живописность. Также важным отличием ингушских боевых башен от других кавказских башен является их значительная высота по отношению к основанию — 10:1.
Известный советский археолог и кавказовед Е. И. Крупнов в своем фундаментальном труде «Средневековая Ингушетия» пишет:
«Ингушские боевые башни являются в подлинном смысле вершиной архитектурного и строительного мастерства древнего населения края. Она поражает простотой формы, монументальностью и строгим изяществом. <…> Ингушские башни для своего времени были подлинным чудом человеческого гения, как для нашего столетия новые шаги человека в небо».

## Строительство и строительное искусство ингушей

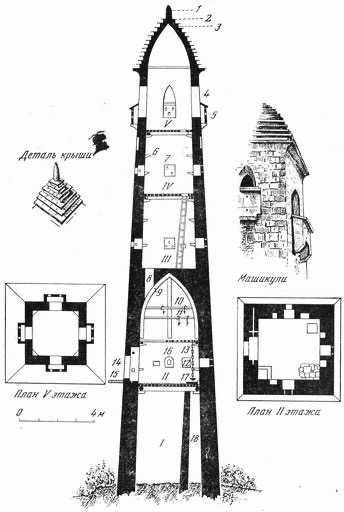
Ингушская боевая башня в разрезе. Рисунок Щеблыкина И. П. 1928 год

Выбор места строительства башенных поселений и их фортификационных сооружений (боевых, полубоевых башен, заградительных стен и др.) зависел от совокупности нескольких основных факторов. Поселение как правило основывалось в наиболее выгодном в стратегическом плане месте: у дороги, у переправы через реку, у входа в ущелье, что позволяло контролировать пути сообщения. При выборе места поселения также учитывались природные условия местности и качество почвы. Никогда поселения не основывались на участках пригодных для занятия земледелием, так как огромный дефицит таких земель в горах вынуждал буквально использовать под засевы каждый клочок, ценность которого в экономике горцев-ингушей была очень высокой. Для возведения башенных поселений выбирали как правило наиболее бесплодные участки с каменистой почвой, а порой, строили и на голых скалах.
Кроме этого также учитывались факторы безопасности от природных катаклизмов различного рода: сходов лавин, землетрясений, паводков, оползней и других. Поэтому старались не строить на участках, представляющих такую опасность. Селения основывали близ источников с питьевой водой, в которых в силу многочисленности небольших речушек и родников недостатка не было. Большое количество селений расположено в непосредственной близости от главных рек Горной Ингушетии — Ассы и Армхи. Эстетика и порядок башенных сооружений соблюдалась строго.
Строительство ингушской башни обставлялось торжественно, оно сопровождалось различными ритуалами. Первые ряды камней обагрялись кровью жертвенного животного. В обязанности заказчика входило хорошо кормить мастера, а тот должен был в полной мере показать свои строительные способности. Во время работы каменщики не пользовались наружными строительными лесами, все делалось изнутри со специальных настилов, которые могли упираться в ниши, гнезда для будущих перекрытий и угловые плиты, что ребрами выступают по углам построек. Наиболее тщательно
воздвигались боевые башни. Тут, когда дело доходило до создания пирамидальной кровли, мастер работал снаружи, поддерживаемый веревками. Закончив кладку, он требовал «спускную» плату и затем у входа в башню оставлял отпечаток своей ладони на сыром ещё растворе или обводил ее контуры зубилом по камню. Существуют народные ингушские песни (илли) о строительстве башен, которые воспевают их красоту, умение и талант мастеров. Одна из них так и называется «Илли о том, как построили башню».
Строительство ингушской башни нужно было обязательно закончить за один год (365 дней). Если оно затягивалось, род, заказавший башню, считали слабым. Если построенная башня через какое-то время рушилась, винили тоже, в первую очередь, семью: значит, по слабости и бедности строителям не заплатили сполна (в Ингушетии, не знавшей сословных различий, благосостояние рода играло важнейшую роль). Однако со строителями, допустившими грубые ошибки, предпочитали больше не работать. Всех зодчих знали поименно, строительство башен было чрезвычайно почетным занятием. За установку замкового камня, венчающего крышу боевой башни, мастера щедро вознаграждали.
Напластование в ингушских постройках различных технических приемов — от примитивных до более совершенных, к тому же генетически связанных между собой, убеждает в том, что местная архитектура развивалась преимущественно на основе накопления собственного опыта, а не под воздействием каких-то внешних влияний. Явная преемственная связь с памятниками эпохи бронзы заставляет искать истоки каменного зодчества ингушей в глубокой древности.Басилов В. Н., Кобычев В. П., «Галгай — страна башен»

### Ингушские мастера-строители
В средневековой Ингушетии одной из самых развитых областей являлось строительное дело. Если добыть камень, доставить его на место строительства и даже сделать первичную грубую обработку мог практически каждый горец, то придать камню нужный вид, размер, а тем более, с «ювелирной» точностью обтесать грани и углы, мог, наверное, только мастер-камнетес. Этому нужно было учиться, для этого нужны были соответствующие инструменты, знания и сноровка, которые приобретаются только с опытом работы. В научной литературе имеются некоторые сведения о существовании в строительном деле и отдельных «специальностей» — добытчиков камня, камнерезов и наемных перевозчиков.
Ещё более сложным и требующим особой профессиональной подготовки было ремесло строителя. Предполагая, что возведение не очень сложных жилых и хозяйственных построек могло производиться и без участия профессионального мастера силами самих жителей, то возведение боевых башен, «требующее высокого мастерства, многолетнего опыта, знаний и технических навыков, безусловно, находилось в руках отдельных мастеров… и было уделом довольно ограниченного круга специалистов-строителей».
К таким же специалистам безусловно нужно отнести и строителей, «искусников камня» (ингуш. тӏоговзанча), специализировавшихся на возведении добротных многоэтажных жилых построек, разнотипных склепов, храмов и святилищ. При этом строительство культовых построек, связанных с сакральными понятиями для горцев, могло быть доверено лишь избранным мастерам-ингушам. Для мастера же такое доверие являлось большой честью, признанием обществом его профессиональных заслуг и высоких морально-этических качеств. Признанными и знаменитыми мастерами-строителями Средневековья были:
- Янд из с. Эрзи;
- Дуго Ахриев, Дяци Льянов и Хазби Цуров из с. Фуртоуг;
- Баки Барханоев из с. Бархане;
- Ерда Дударов из с. Верхний Хули;
- Арсамак Евлоев из с. Йовли;
- Хинг Ханиев из с. Хяни;
- Тет-Батык Эльдиев из с. Таргим и многие другие[25].
Строительное ремесло иногда было делом чуть ли не целых фамильных братств, своего рода «профессионального клана». К таким признанным мастеровым — в особенности по строительству боевых башен («воув») относился род Баркинхоевых из селений Верхний, Средний и Нижний Озиг[26][27]. Мастера-ингуши были известны и за пределами Ингушетии — в Чечне, Осетии и Грузии. Они приглашались для строительства там сложных башенных сооружений и укреплений[28][29][21].

А. Ф. Гольдштейн считает, что «наиболее совершенные в архитектурно-художественном и строительном аспектах боевые башни находятся в Ингушетии»; на основе этого и других факторов предполагает ведущую роль ингушской школы зодчества в ХIV-XVIII веках на территориях современных Чечни, Ингушетии, Северной Осетии и прилегающих районов Грузии.

## Жилые башни
Жилая башня (ингуш. гӏа́ла, мн. ч. гӏа́лаш) представляла собой квадратную или прямоугольную в плане каменную постройку, сложенную обычно в два-три этажа, с плоской земляной крышей, хорошо обмазанной глиной. Высота трехэтажной башни достигала в среднем 10-12 метров, а размеры основания варьировались от 5×6 до 10×12 м. Стены башни сужены к верху, что составляет отличительную деталь архитектуры ингушей периода Средневековья. Например, боевые башни имели значительный угол сужения стен, достигавший в среднем 10-11 градусов. В боевой башне с. Верхний Лейми угол сужения стен достигает рекордных 14 градусов, что придает особую стройность ее внешнему виду.
Кладка стен в жилых башнях, состоявшая из грубо обработанных каменных блоков, была более примитивной по сравнению с кладкой боевых башен, что вполне объяснимо. Задача построения жилой постройки отличалась от боевой, так как требовала скорейшего завершения строительства для заселения семьи, поэтому внешнему виду не уделялось такое пристальное внимание. Возводились башни в Горной Ингушетии повсеместно на известковом растворе, а сверху покрывались толстым слоем штукатурки желтого, либо желто-белого цвета, изнутри швы кладки замазывались раствором. Это было характерной деталью всех архитектурных памятников Горной Ингушетии: боевых и жилых башен, склепов и святилищ. По преданию, в состав известкового раствора добавляли молоко или сыворотку и куриные яйца.

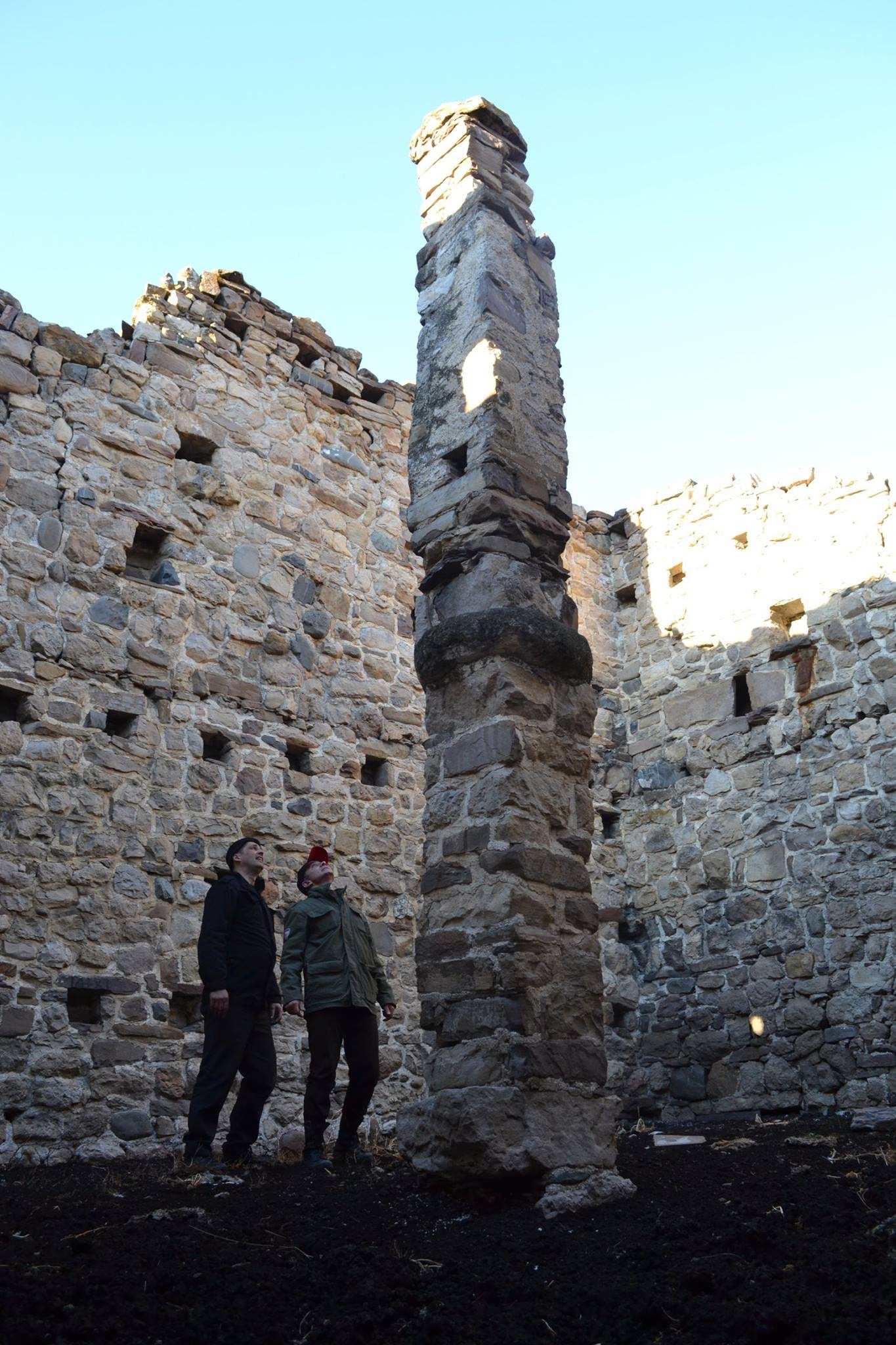
Центральный опорный столб «ердабӏоагӏа» ингушской жилой башни

Первый этаж жилой башни отводился под хлев, в котором скот был привязан к яслям в определенной последовательности. Для лошади устраивали особый угол. Часть этого помещения огораживалась плетнем: в этом углу хранили зерно. В некоторых случаях для мелкого рогатого скота освобождали весь второй этаж, куда скотину подгоняли по устроенному для этого деревянному настилу. Посередине башни с самого основания возвышался четырехугольный каменный столб («ердабӏоагӏа»), служивший опорой для основных толстых балок межэтажных перекрытий. «Поперек их проходили более тонкие балки, упирающиеся одним концом на выступающие параллельно им камни противоположной стороны. Сверху балок укладывался хворост, на который насыпалась и утрамбовывалась глина».
В большинстве башен второй этаж представлял собой основное жилое помещение («лакхера цӏа»). Оно в среднем было площадью 40-45 м², в некоторых башнях площадь довольно значительна — 60-70 м². Высота этого этажа превышала 3-4 м. Это было просторное помещение, в котором находились основные предметы домашнего обихода — спальные принадлежности, посуда, утварь. Здесь же был устроен центральный очаг («кхуврч»), над которым спускалась надочажная цепь («зӏы»).
Основную часть времени, свободную от работы и других забот, семья проводила в этом помещении. Последний этаж предназначался для хранения продуктов и сельхозинвентаря. Он же являлся помещением для отдыха гостей, которых, принимая в жилом помещении, на ночь устраивали в отдельном верхнем помещении, где для этого было оборудовано специальное спальное место. Иногда к третьему этажу пристраивали балкон, имевший хозяйственное назначение. Первоначально «гӏала» имели также и оборонное значение, что подтверждается конструктивными деталями архитектуры: защитными парапетами на крыше башен, устройством множества смотровых щелей и бойниц, отсеками для содержания невольников и т.д.

## Полубоевые башни
Переходной формой от жилых к боевым башням исследователи считают так называемые полубоевые башни. Они отличаются от жилых и боевых башен тем, что содержат элементы тех и других. Строились они в 3-4 этажа. В основании полубоевые башни почти квадратные и меньшей площади по сравнению с жилыми: их размеры колеблются от 4,5-5 м в ширину до 5-5,5 м в длину. Высота — 12-16 м. В этих башнях отсутствует центральный опорный столб, но имеются навесные балкончики-машикули, как у боевых башен. Перекрытие стен, как у жилых башен, плоское, бревенчатое. Вход устроен также, как у жилых башен, на первом этаже. Очень редко встречаются полубоевые башни, у которых вход, подобно боевым башням, расположен на втором этаже.

## Боевые башни

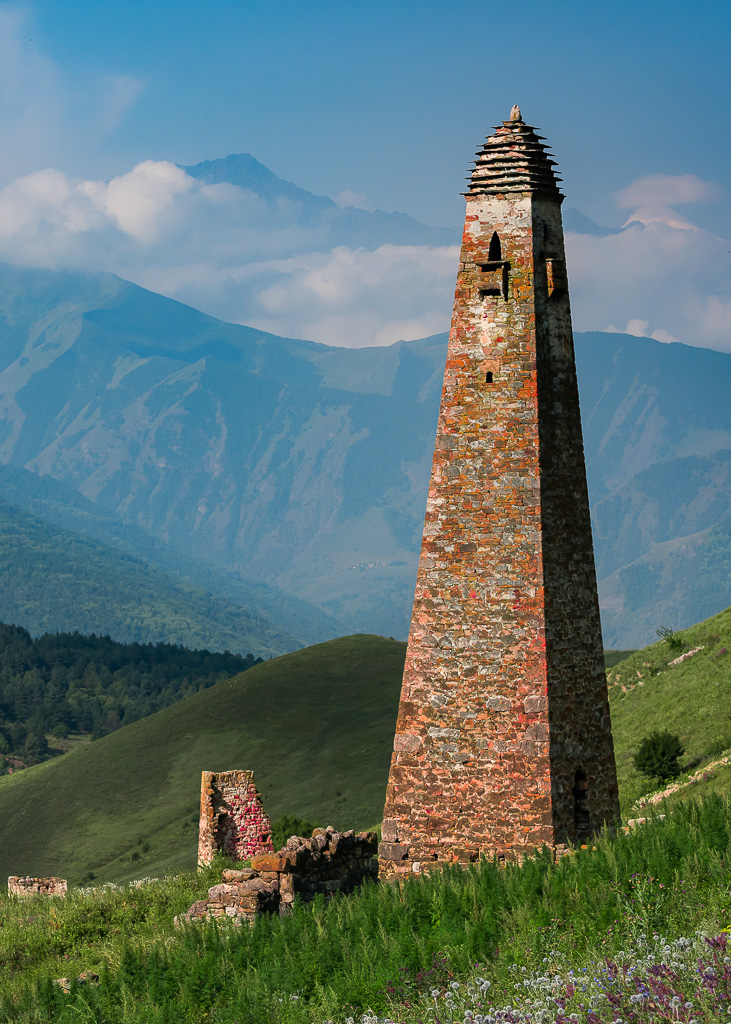
Боевая башня в Ний

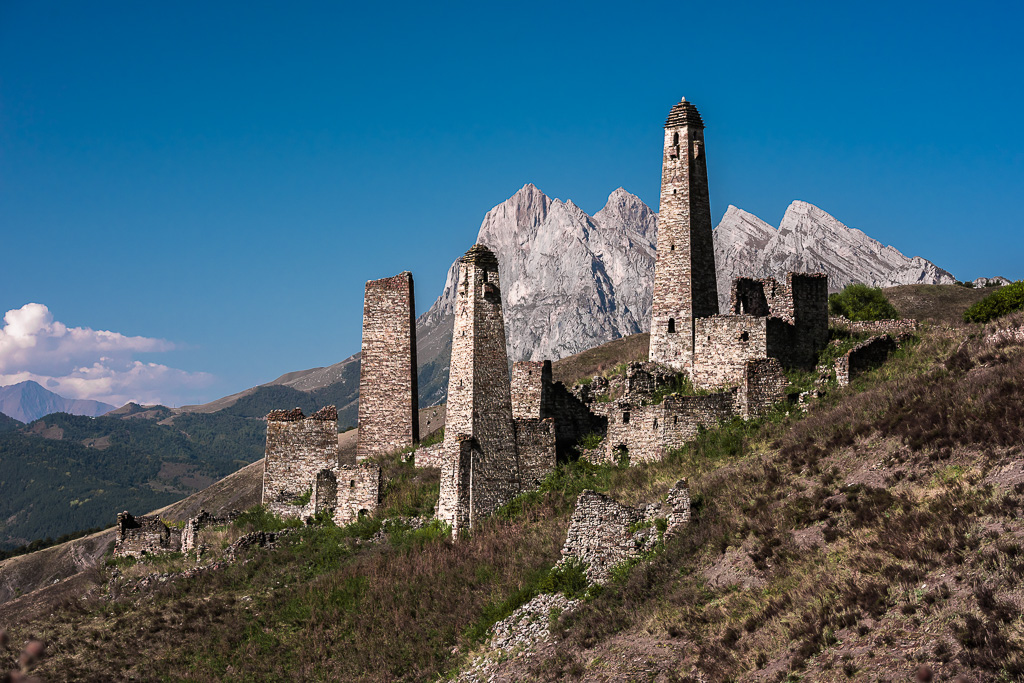
Пялинг

Наивысший расцвет ингушского башенного зодчества связан со строительством боевых башен (ингуш. вIов, мн. ч. вIовнаш). Боевые башни ингушей были нескольких типов, в которых, как объясняют специалисты, прослеживается эволюция техники строительства оборонительных сооружений в горах Северного Кавказа. Считается, что боевые башни появились в ходе совершенствования техники строительства, путем эволюции жилых башен сначала в полубоевые, затем — в боевые башни с плоским венчанием и, наконец, в башни со ступенчато-пирамидальной кровлей. В то же время появление более совершенных башен не означало прекращения строительства прежних типов, они все в равной мере продолжали возводиться вплоть до позднего Средневековья.
Каждый этаж боевых башен имел свои определенные функции. Одним из первых попытался дать характеристику этим функциям архитектор И. П. Щеблыкин, который писал: «первый этаж предназначался для пленников, второй — для стражи и защитников, третий и четвертый — для защитников и семьи, а пятый — для наблюдателей и семьи». Первый этаж служил тюрьмой для пленников и хранения сельскохозяйственных припасов, для этого они оборудовались специальными конусовидными каменными «мешками» — отсеками по углам башни. В него можно было попасть только через квадратный лаз со второго этажа.
Вход в башню обычно располагался на уровне второго этажа, что в том числе лишало потенциальных врагов возможности применения тарана. Он представлял собой сводчатый дверной проем, закрываемый изнутри прочными деревянными ставнями и запираемый на деревянный брус, который вдвигался в толщу стен. И только некоторые башни, расположенные в труднодоступных местах, имели вход на первом этаже.
Второй этаж служил жильем на случай осады. Над ним, так же как и над верхним этажом, строились каменные перекрытия в виде сомкнутого (четырехстороннего) ложного свода стрельчатого очертания. Такое перекрытие, в отличие от деревянного, нельзя было поджечь, если осаждавшие врывались внутрь, а осажденные запирались наверху. Так же они были предназначены для усиления сейсмостойкости башни, так, будучи завершён прочным каменным сводом, усиливавшим собою все четыре стены, второй этаж становился дополнительной опорой для последующих этажей. Некоторые боевые башни (в частности, комплекс Ляжги, построенный мастером Ханой Хингом) для придания им особой прочности усиливались дополнительным каменным сводом между четвертым и пятым этажами.
А в большинстве случаев другие вертикальные этажи были разделены деревянными перекрытиями, опирающимися на выступы и специальные каменные карнизы. Сообщение между этажами осуществлялось через квадратные лазы — люки, оборудованные в углах башен, — по приставным лестницам в виде зазубренных бревен. Эти проходы между этажами были расположены зигзагообразно. Начиная со второго, на каждом этаже имелись световые окна, боевые ниши (бойницы) и смотровые щели (глазки). «Устройство бойниц велось таким образом, чтобы по возможности охватить все подступы к башне»
На уровне последнего (пятого или шестого), этажа являвшегося главным обзорным пунктом и одновременно главной боевой площадкой, здесь хранилось оружие: камни, луки, стрелы, ружья. В средней части каждой из стен этажа устраивались сквозные створчатые ниши — амбразуры. Они прикрывались специальными каменными навесными балкончиками — машикулями (ингуш. чӏерх). Верхняя часть амбразуры оставалась свободной для наблюдения. Археолог М. Б. Мужухоев предполагает, что выбор строительства того или иного типа оборонительной башни зависел от рельефа местности. Исходя из архитектуры башен с пирамидальной ступенчатой кровлей, отличающихся наибольшей обороноспособностью, он считает, что такой тип башен возводился в местах легкодоступных, подход к которым не был естественно укреплен. Такие башни строились с учетом, что противник сможет вплотную подойти к стенам башни. В местах же труднодоступных, с точки зрения возможного штурма, возводились менее укрепленные плоскокровельные башни
Из всего количества боевых башен 50 башен со ступенчато-пирамидальным венчанием, более 40 башен — плоскокровельные, более 30 башен — полуразрушенные, несохранившиеся и неисследованные.

### Башни с пирамидальной кровлей

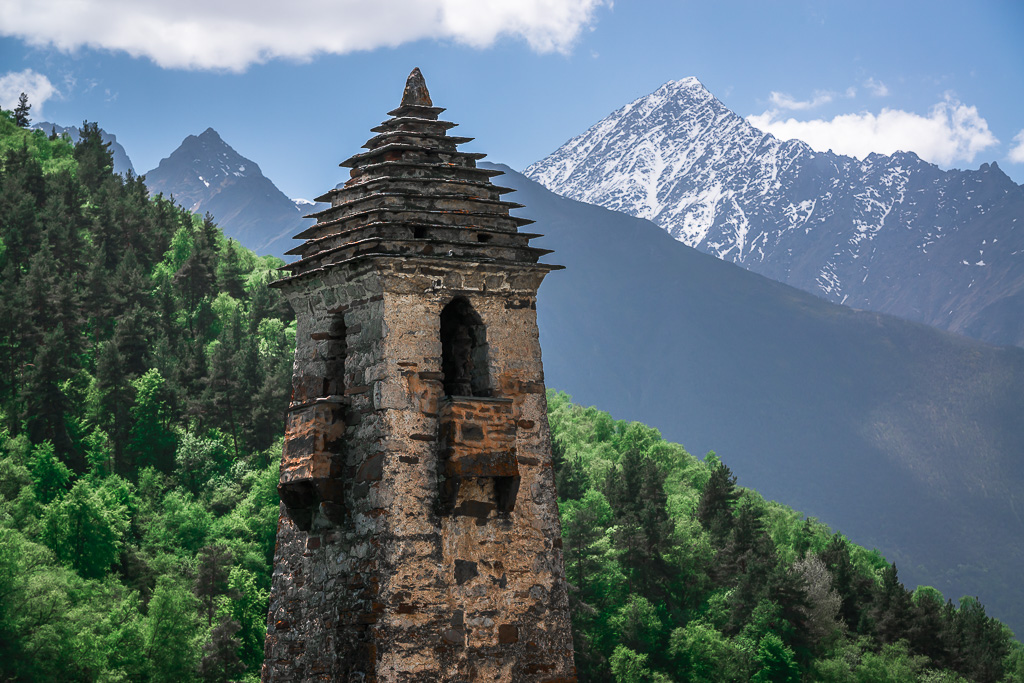
Боевая башня в Хяни

Особый тип изящных боевых башен со ступенчато-пирамидальной крышей Е. И. Крупнов относит к числу выражений сугубо индивидуальных особенностей ингушской материальной культуры. Большинство башен со ступенчато-пирамидальной кровлей строились в пять этажей, и достигали в высоту от 20 до 25 метров, а также шестиэтажные башни, высота которых колеблется от 26 до 30 метров. Они наиболее совершенны в архитектурном плане и, как правило, являются частью замковых комплексов. Подобные башни имелись в таких селениях, как Верхний и Нижний Эзми, Пхамат, Нижний Джейрах, Ляжги, Морчи, Эрзи, Верхний Хули, Хяни, Дошалкхе, Верхний Карт и Карт, Верхний, Средний и Нижний Озиг, Кий, Эгикал, Пуй, Пялинг, Ний и некоторые другие.
Пирамидально-ступенчатая крыша башни, как правило, состояла из тринадцати сланцевых плит и венчалась крупным конусовидным камнем.

Архитектор и специалист в области кавказского каменного зодчества А. Ф. Гольдштейн, описывая эволюцию ингушских боевых башен, попутно объясняет причины появления на них каменных крыш в виде пирамидально-ступенчатой кровли: 
«В Ингушетии, а также на соседних территориях – в Чечне и в Северной Грузии, – встречаются башни, плоская земляная крыша которых окружена высоким, выше человеческого роста, парапетом. Он прорезан посередине каждой из четырех сторон большим проемом, так что парапет имеет вид нестенки, обходящей крышу по периметру, а отдельных простенков, образующих четыре больших зубца на углах верха башни. За этими зубцами укрывались защитники башни, которые, находясь на ее крыше, игравшей роль боевой площадки, через эти большие проемы в парапете стреляли из луков вниз, в нападающих. В нижней части проема устроен машикуль («чӏерх») в виде балкончика, огражденного каменными стеночками и перекрытого сверху плитами, но не имеющего пола. Через него бросали вниз камни. А стреляли, опираясь коленом или локтем на каменную крышку машикуля, который, выступая вперед, прикрывал собой стрелка. Но земляная крыша требует постоянного ухода. После каждого дождя ее нужно затирать жестким веником, чтобы она не растрескалась, ее периодически смазывают глиной, укатывают катком. Иначе она начнет протекать, деревянные балки подгниют, и она может обрушиться. А зимой нужно постоянно очищать крышу от снега, тем более что он крупной массой скапливается за парапетом и заваливает люк выхода на площадку. Все это неудобно и трудоемко. Поэтому естественно предположить, что над плоской крышей башни, над этой боевой площадкой, сооружали деревянный навес для защиты от осадков. Деревянными шатрами, как известно, были крыты боевые башни и на Руси. Высокие угловые простенки, увенчивающие в виде четырех зубцов некоторые башни северо-восточного Кавказа, вероятно, служили столбами, поддерживавшими навес. Если заменить деревянный шатер каменным, получится форма венчания характерной вайнахской боевой башни. Деревянные шатры на боевых башнях заменялись более капитальными и в России, и в Западной Европе; естественно, что это могло быть сделано и в Ингушетии».

### Башни с плоской кровлей

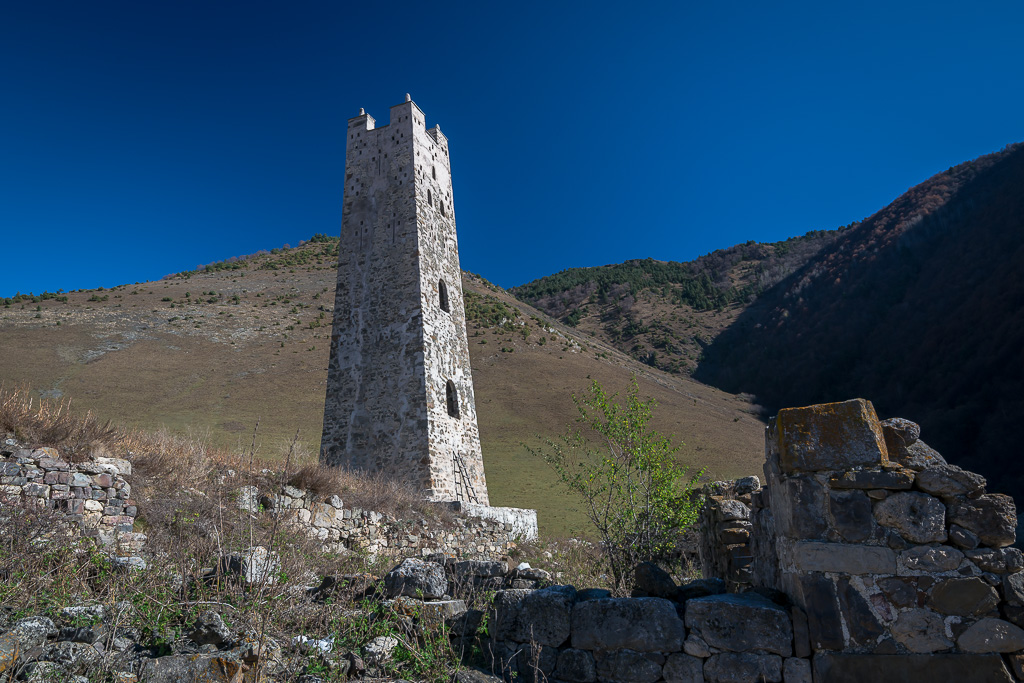
Боевая башня с плоской кровлей XII века в селении Бялган

Башни с плоской кровлей обычно строились в 4-5 этажей. Кровля их для обороны укреплялась парапетом либо зубчатым венчанием. Высота их в среднем варьировалась от 16 (с. Мецхал) до 25 м (с. Баркин). Боевые башни с плоской кровлей, завершающиеся высоким парапетом (барьером), имелись в с. Фуртоуг, Харп, Ляжги, Фалхан, Шуан, Гадаборш, Кост и др. Башнями с зубцами по углам крыши снабжены замковые комплексы в с. Гоуст, Мецхал, Горак, Бишт, Някист, Бийсар, Цори и др.

Примером башни указанного типа также является боевая башня Бялган. Она расположена на склоне горы Мятлом в селении Бялган («Белхане»). Представляет собой 16-метровую боевую башню с плоской крышей и зубчатым завершением. Рядом ещё 4 жилые башни. Это памятники архитектуры IX—X вв., однако конкретно данная башня датируется XII в.

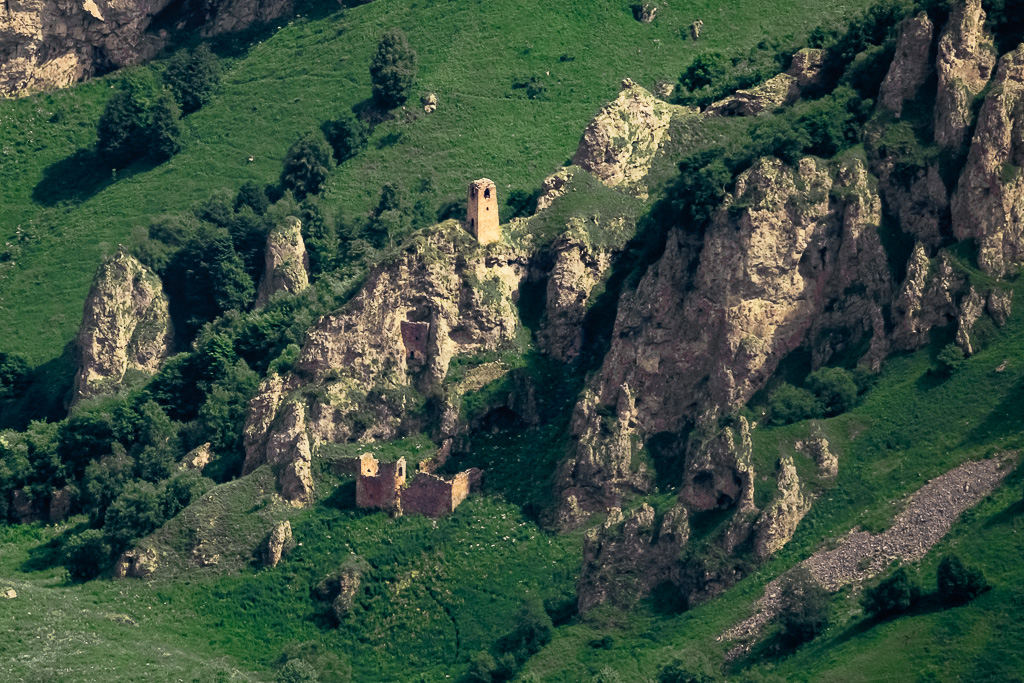
Башенное поселение «Хай»

## Ингушская башенная сигнальная система
Ингушские селения строились близко друг от друга, с интервалом от 500 метров до километра. Из одного селения всегда можно было разглядеть боевые башни соседей: башни использовались и как сигнальные, за считанные секунды сигнал тревоги передавался на многокилометровые расстояния. Практически все селения «прилеплены» к вершинам холмов, склонам ущелий или гребням хребтов. Если посмотреть на карту горной Ингушетии, можно увидеть, что башенные селения тянутся непрерывной цепью по долинам Ассы, Армхи и их притоков.
Одним из наиболее известных в России башенных комплексов оборонно-сторожевого характера является комплекс Вовнушки. Он также относится к башням с плоской кровлей.

## Оформление башен и связь с культурой
Обычно у входа в башню имеется оттиск ладони — руки мастера, возводившего здание. Оно являлось своеобразной гарантией прочности творения зодчего, что и подтверждено временем — башни пережили своих создателей на много веков.
На многих башнях высечены рисунки-петроглифы. Среди них знаки, напоминающие буквы, рисунки в виде крестов, спиралей, свастик, солярных кругов, изображения предметов быта и вооружения. На башнях также изображали символы рода.
Башенное строительство Ингушетии, яркое наследие древней материальной культуры, уникально как на Кавказе, так и во всем мире. Ингуши как этнос ментально неразрывно связаны со своей башенной культурой. Считается, что башенные комплексы в течение многих веков вырабатывали у горцев-ингушей эстетическое чувство прекрасного, чувство бережного отношения к дому, как святилищу семьи, которое является одним из основ ингушского кодекса чести — Эздел.

## Галерея

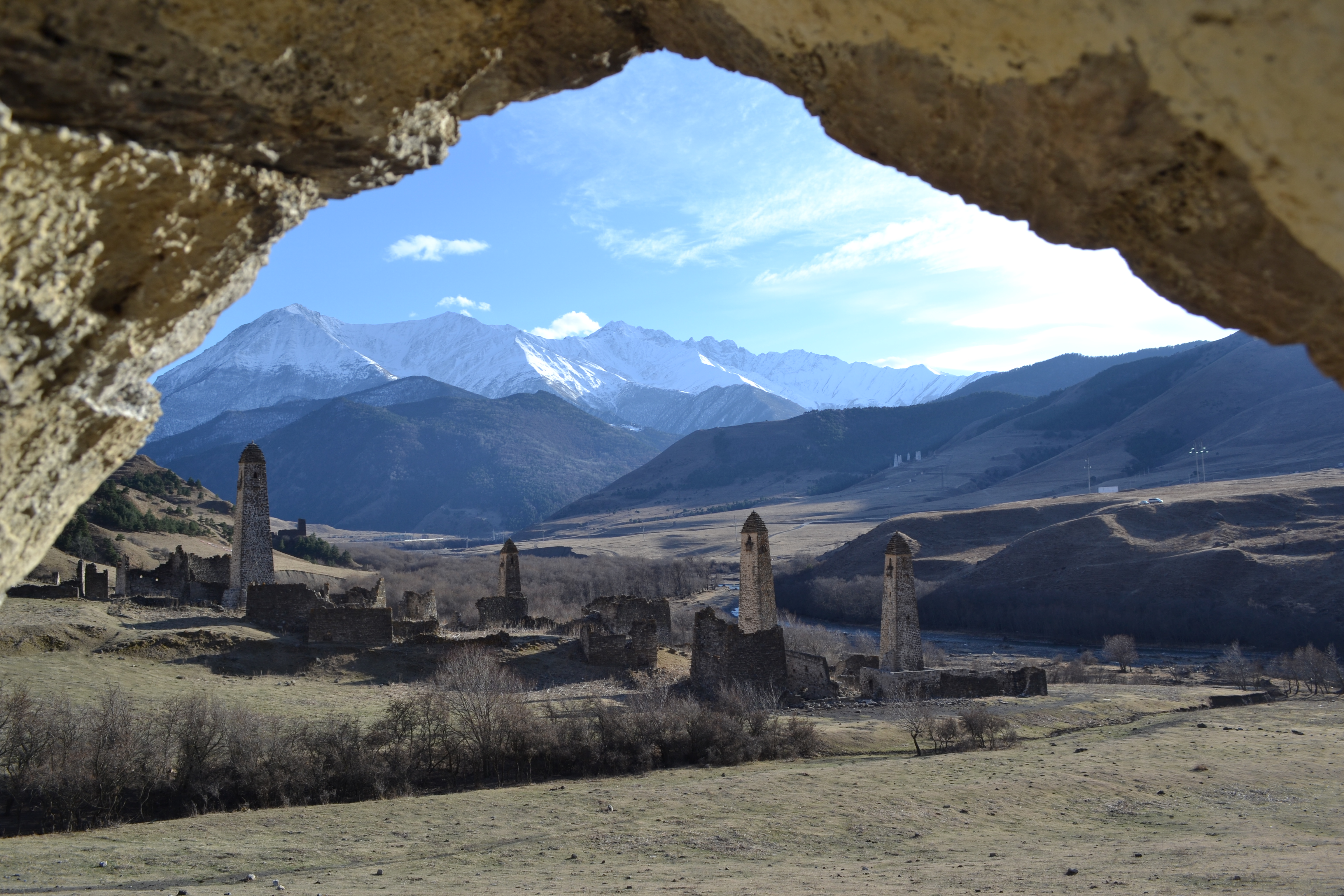
Башенный замковый комплекс в древнем городе Таргиме
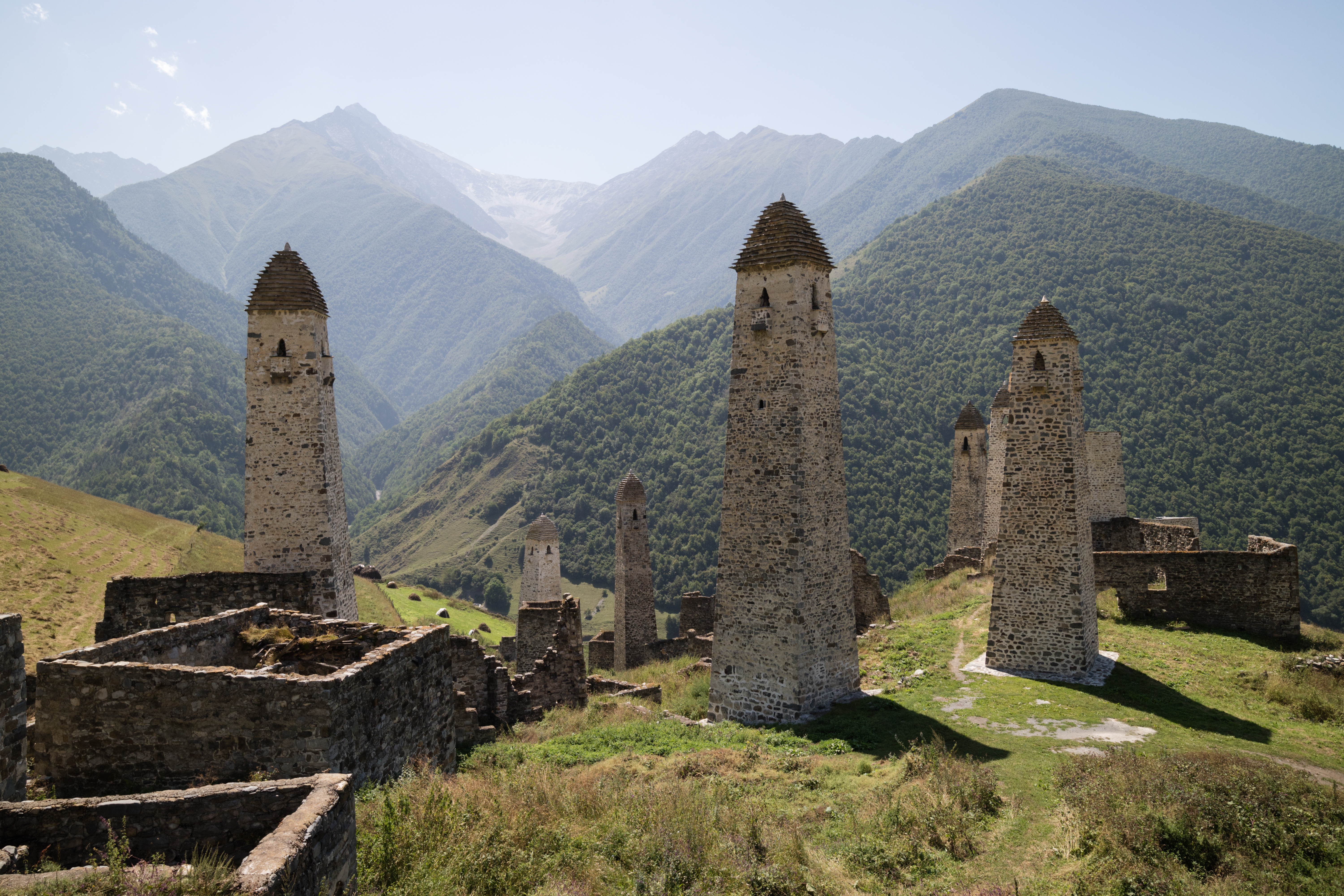
Боевые башни Эрзи
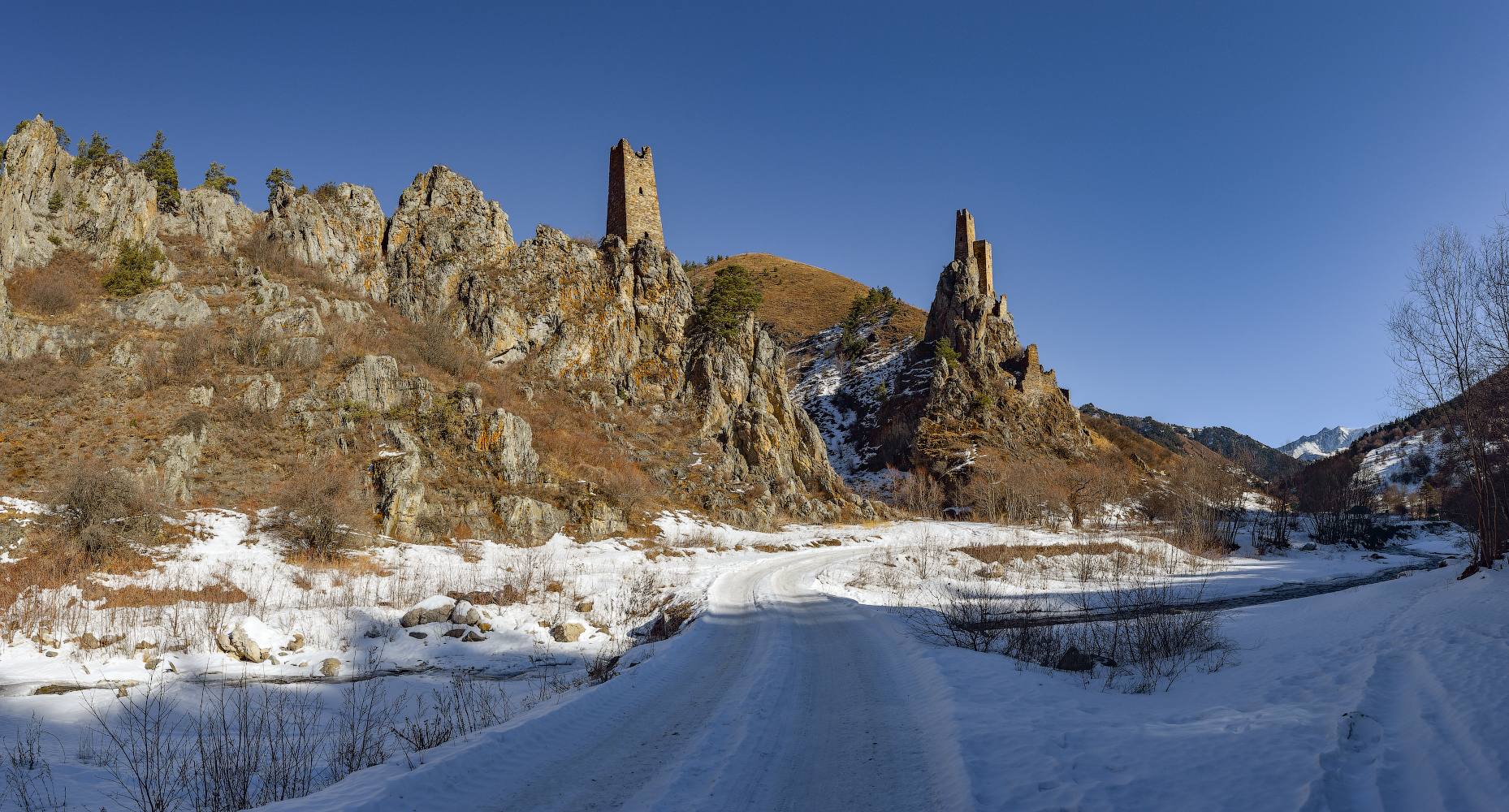
Замок «Вовнушки» — общий план
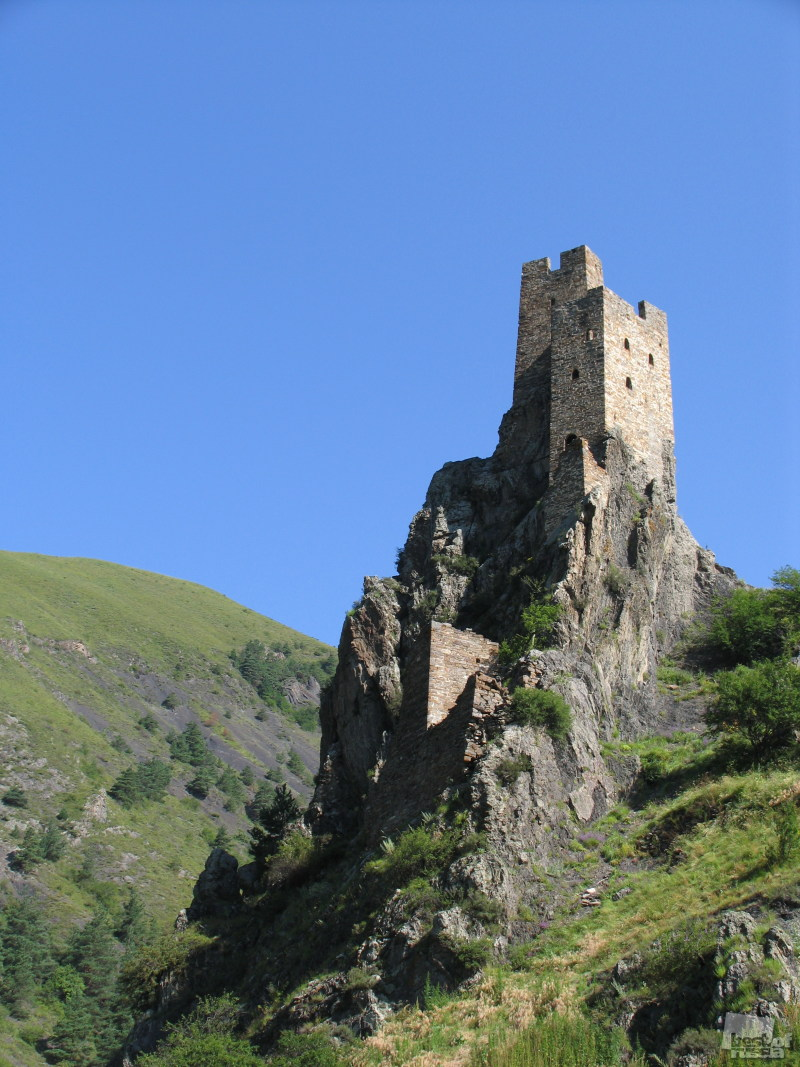
Башни Вовнушки
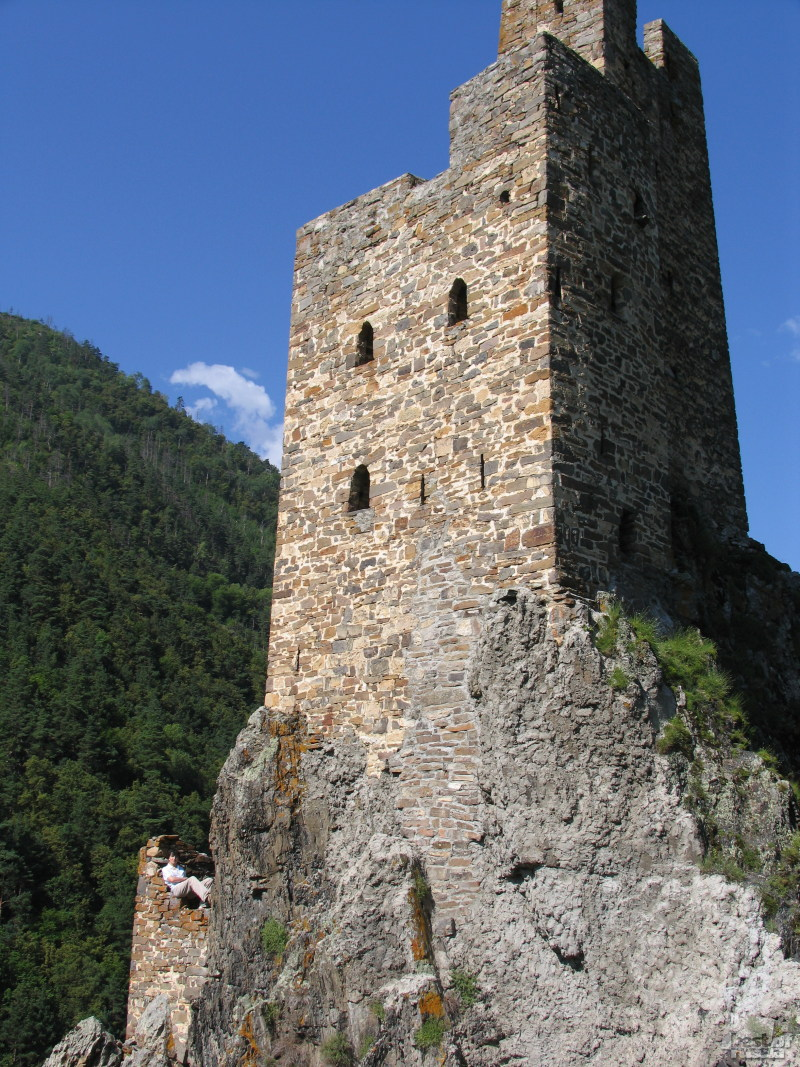
Вовнушки — восточное крыло
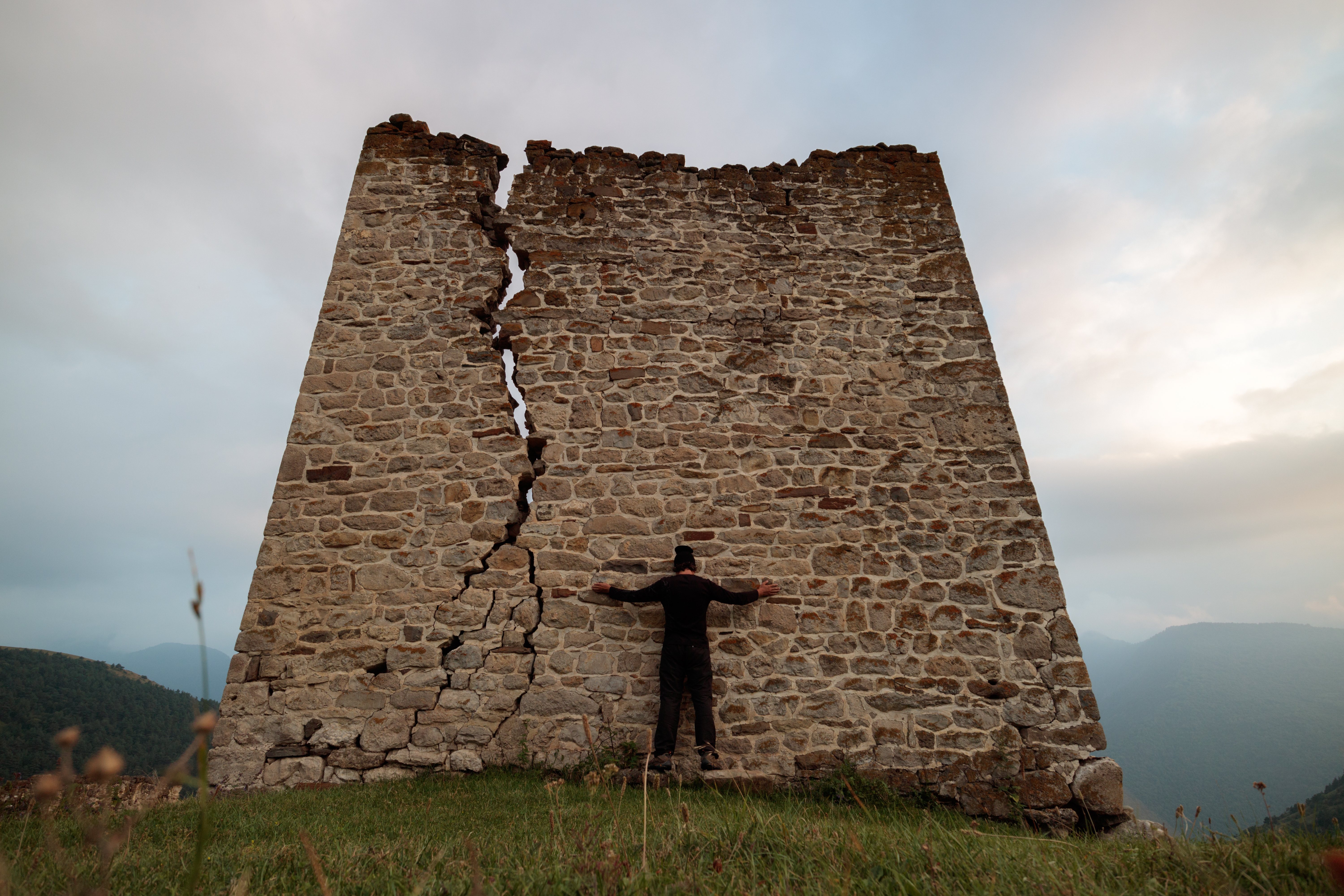
Стена башни в долине реки Армхи
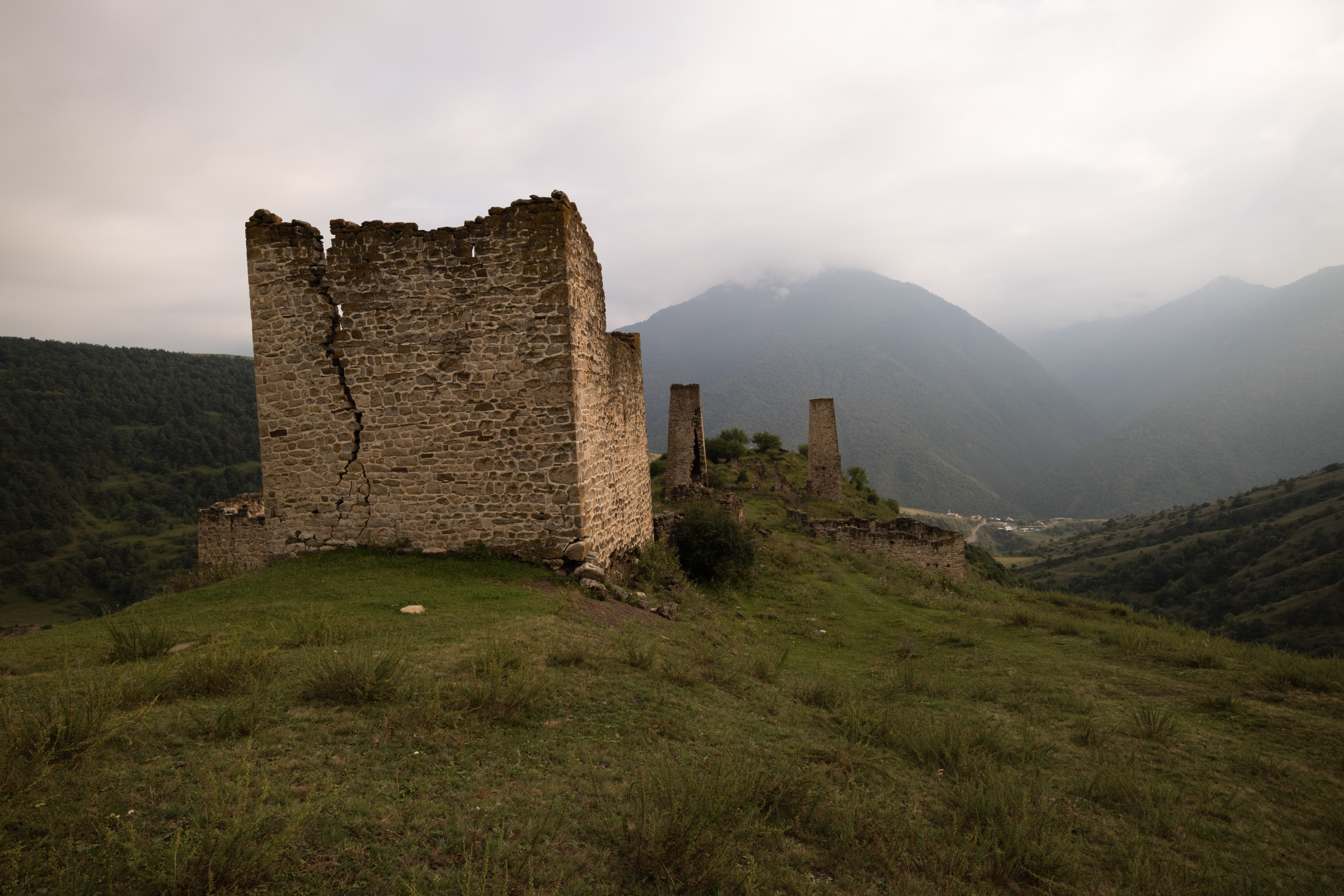
Аул Фалхан